# الویرا وینز
اِلویرا وینز (انگلیسی: Elvira Wayans؛ زادهٔ 4 Chk,diN ۱۹۶۴) فیلم‌نامه‌نویس اهل ایالات متحده آمریکا و عضوی از خانواده وینز است.
از فیلم‌ها یا مجموعه‌های تلویزیونی که وی در آن‌ها نقش داشته‌است می‌توان به «زن و بچه‌های من» اشاره نمود.